# Vidua hypocherina
Vidua hypocherina е вид птица от семейство Viduidae.

## Разпространение
Видът е разпространен в Етиопия, Кения, Сомалия, Судан, Танзания и Уганда.